# Cmentarz w Kiełpinie (gmina Łomianki)
Cmentarzu w Kiełpinie Poduchownym – cmentarz położony we wsi Kiełpin Poduchowny k. Łomianek, w gminie Łomianki, w powiecie warszawskim zachodnim, w województwie mazowieckim. Cmentarz składa się z części parafialnej tzw. starej oraz nowej części komunalnej.

## Historia
Cmentarz został założony w 1820 roku i początkowo funkcjonował jako nekropolia dwuwyznaniowa. Chowani byli na nim, do połowy XIX wieku, zarówno parafianie kościoła rzymskokatolickiego z Kiełpina, Łomianek i Burakowa, jak i protestanci mieszkający w dobrach łomiankowskich.
Na cmentarzu znajduje się wspólna wydzielona kwatera wojenna żołnierzy Wojska Polskiego poległych w trakcie polskiej wojny obronnej we wrześniu 1939 roku, żołnierzy Armii Krajowej poległych w latach 1940–1944, żołnierzy Ludowego Wojska Polskiego poległych w 1945 roku oraz cywilnych ofiar wojny.
Od 1989 stara część cmentarza wpisana jest do rejestru zabytków województwa mazowieckiego pod nr 105828.
Zarządcą części rzymskokatolickiej (starej) jest Parafia św. Małgorzaty DM w Łomiankach.

## Znane osoby pochowane na cmentarzu

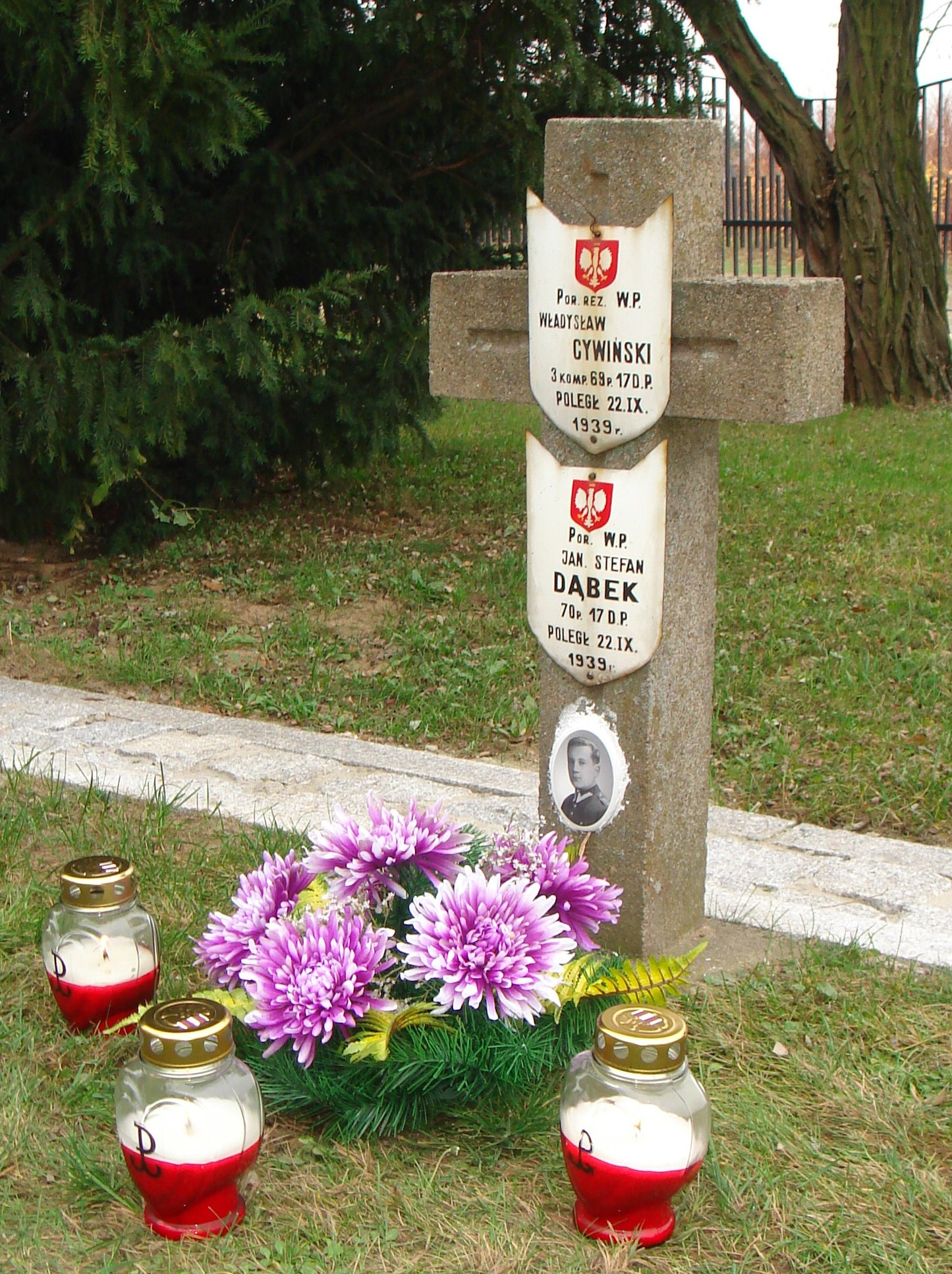
Grób por. Stefana Dąbka na cmentarzu w Kiełpinie

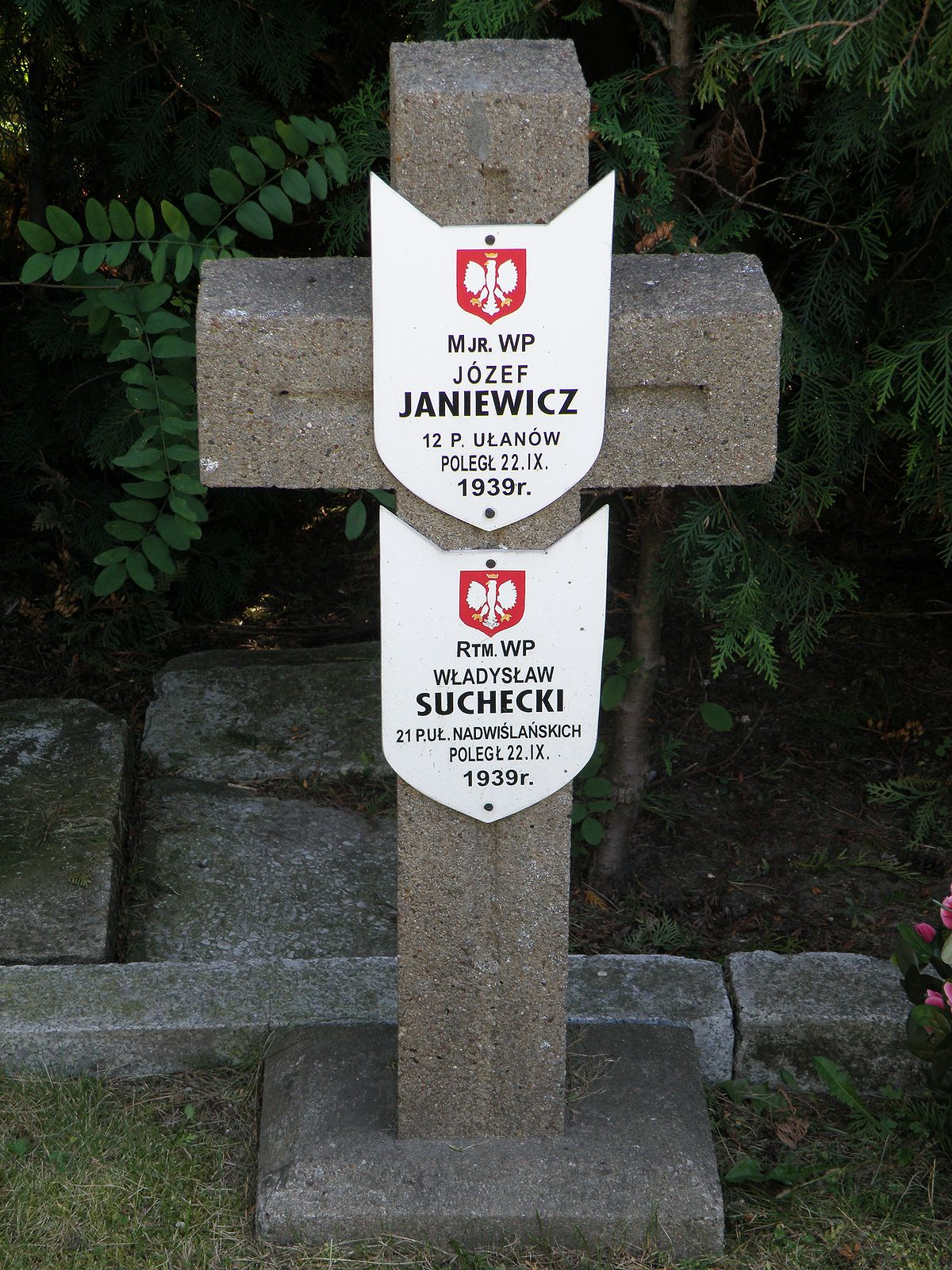
Grób mjr. Józefa Juniewicza na cmentarzu w Kiełpinie (z błędną tabliczką na nazwisko Janiewicz)

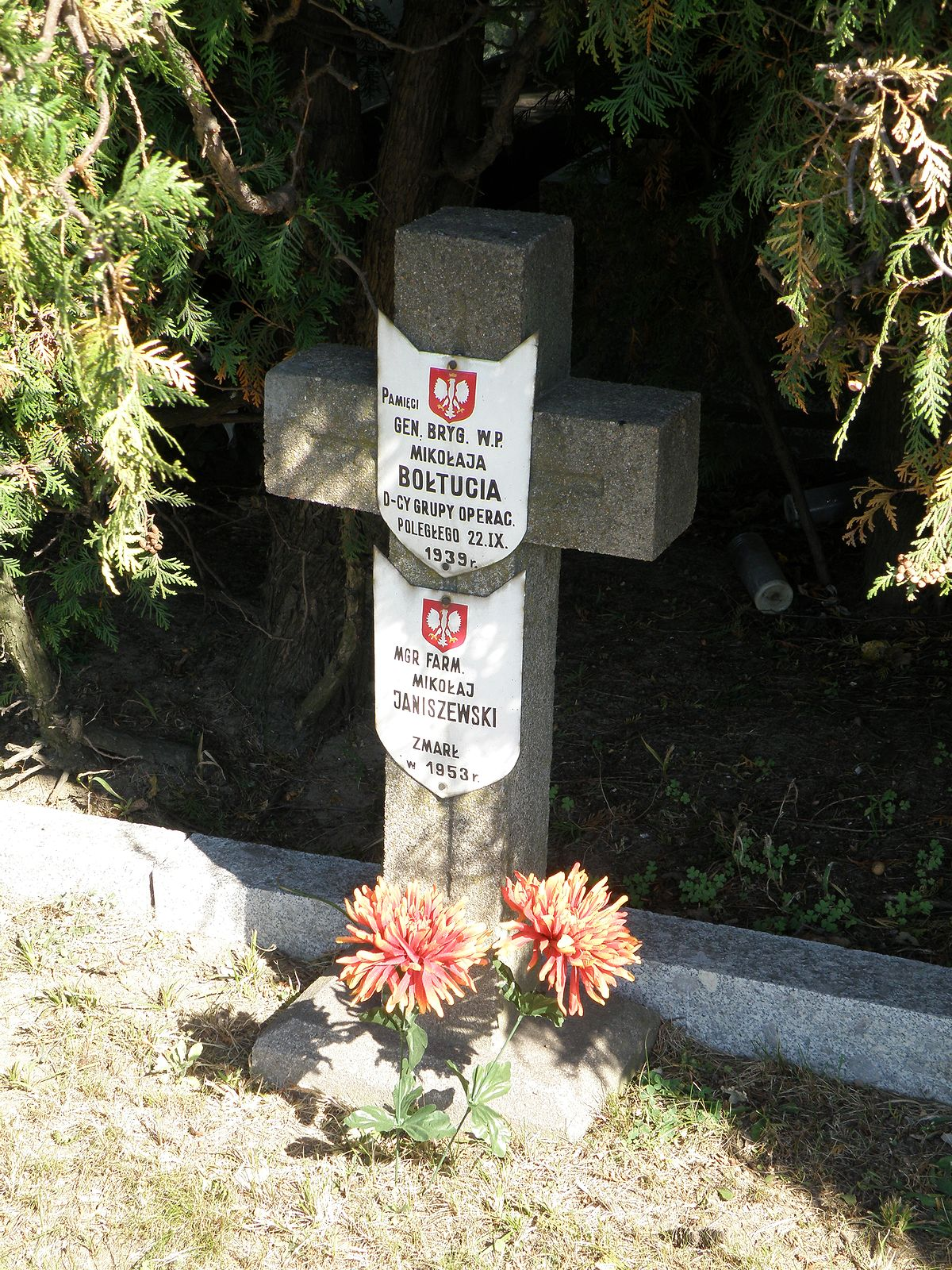
Symboliczny grób gen. Mikołaja Bołtucia na cmentarzu w Kiełpinie

- Zbigniew Adrjański (1932–2017) – polski dziennikarz, literat, publicysta muzyczny, autor scenariuszy estradowych, widowisk i tekstów piosenek[4]
- Lucyna Arska (1933–2021) – polska piosenkarka
- Andrzej Belka (zm. 2019) – polski samorządowiec, burmistrz miasta i gminy Łomianki w latach 1991–1998[5]
- Stanisław Brzósko (1874–1963) – polski pszczelarz i działacz społeczny[6]
- Tadeusz Brzósko (1918–1995) – polski działacz sportowy, prezes Polskiego Związku Piłki Siatkowej[7]
- Władysław Cywiński (1901–1939) – polski żołnierz, porucznik piechoty Wojska Polskiego, kawaler Krzyża Walecznych[8]
- Stefan Dąbek (1910–1939) – polski żołnierz, porucznik piechoty Wojska Polskiego[9]
- Stanisław Dembiński (1895–1939) – polski żołnierz, major artylerii Wojska Polskiego, kawaler Virtuti Militari i Krzyża Walecznych, kwatermistrz 2 dak[10][11]
- Jan Guderski (1894–1962) – polski żołnierz, major saperów Wojska Polskiego[7]
- Marcin Gużkowski-Janicki (1902–1939) – polski żołnierz, porucznik kawalerii Wojska Polskiego, kawaler Orderu Virtuti Militari[12]
- Jerzy Jełowicki (1899–1939) – polski artysta malarz, żołnierz, podporucznik kawalerii Wojska Polskiego, kawaler Orderu Virtuti Militari[13]
- Józef Juniewicz (1895–1939) – polski żołnierz, major kawalerii Wojska Polskiego, kawaler Orderu Virtuti Militari[14]
- Franciszek Kaczmarek (zm. 1939) – polski żołnierz, st. sierż. piechoty Wojska Polskiego, kawaler Krzyża Walecznych[15]
- Aleksander Karchesy (1904–1939) – polski żołnierz, kapitan Wojska Polskiego, kawaler Orderu Virtuti Militari[16]
- Mieczysław Kiwała (1912–1939) – polski żołnierz, porucznik kawalerii Wojska Polskiego, kawaler Orderu Virtuti Militari[17]
- Joachim Kościński (1912–1939) – polski żołnierz, podporucznik artylerii Wojska Polskiego, kawaler Krzyża Walecznych[18]
- Jacek Kramek (1989–2021) – polski kulturysta, trener i szkoleniowiec. Dwukrotny mistrz Polski[19][20]
- Piotr Kunda (1897–1939) – polski żołnierz, major piechoty Wojska Polskiego, kawaler Orderu Virtuti Militari[21]
- Leszek Miączyński (1928–2017) – polski działacz konspiracji niepodległościowej w trakcie II wojny światowej, powstaniec warszawski, powojenny działacz kombatancki w tym prezes Koła Łomianki Związku Kombatantów Rzeczypospolitej Polskiej i Byłych Więźniów Politycznych, kawaler orderów[22][23]
- Józef Mojecki (1903–1939) – polski żołnierz, kapitan piechoty Wojska Polskiego, kawaler Krzyża Walecznych[24].
- Marian Morawski (1915–1939) – polski żołnierz, podporucznik kawalerii Wojska Polskiego, kawaler Orderu Virtuti Militari[25]
- Wacław Moszyński (1908–1939) – polski żołnierz, porucznik kawalerii Wojska Polskiego, kawaler Orderu Virtuti Militari[26]
- Janusz Muszyński (1907–1939) – polski żołnierz, kapitan artylerii Wojska Polskiego, dowódca 4. baterii 11 dak, kawaler Orderu Virtuti Militari[27]
- Józef Schmied (1896–1939) – polski żołnierz, major żandarmerii Wojska Polskiego[28]
- Franciszek Sępichowski (1897–1939) – polski żołnierz, kapitan piechoty Wojska Polskiego, kawaler Orderu Virtuti Militari[29]
- Edward Sobański (1905–1939) – polski żołnierz, porucznik kawalerii Wojska Polskiego, kawaler Orderu Virtuti Militari[30]
- Walenty Straż (1899–1939) – polski żołnierz, plutonowy artylerii Wojska Polskiego, kawaler Orderu Virtuti Militari[31]
- Jan Szewczyk (1934–2013) – polski działacz muzyczny, popularyzator jazzu, organizator koncertów i festiwali, wieloletni menadżer zespołów muzyki rozrywkowej Grupa ABC, Skaldowie, 2 plus 1 oraz Haliny Frąckowiak[32]
- Marcin Turski (1973–2020) – polski kierowca rajdowy[33]
- Waldemar Tyrakowski (1910–1939) – polski żołnierz, porucznik kawalerii Wojska Polskiego, kawaler Orderu Virtuti Militari[34]
- Marian Walicki (1911–1939) – polski żołnierz, porucznik kawalerii Wojska Polskiego, kawaler Orderu Virtuti Militari[35]
- Włodzimierz Wilkanowicz (1904–1964) – artysta malarz